# سهیر ذاکی
سهیر ذاکی (انگلیسی: Soheir Zaki; ۴ ژانویهٔ ۱۹۴۵) رقصنده و هنرپیشه مصری است. او بین دهه ۱۹۶۰ تا ۱۹۸۰ در بیش از صد فیلم مصری حضور داشته‌است.